# Benjamin Messerli
Benjamin Messerli (* 26. November 1991 in Aarau) ist ein Schweizer Hockeyspieler. Er ist der Zwillingsbruder von Dominik Messerli.

## Karriere
Messerli begann im Alter von fünf Jahren mit dem Hockeyspielen bei HC Rotweiss Wettingen, zu dem er nach seinem Engagement beim englischen Men Passion Hockey League Vertreter Canterbury Hockey Club(UK) und Genf zurückgekehrt ist. Er spielte in der Euro Hockey League 2011/12 für HC Rotweiss Wettingen, schied jedoch mit der Mannschaft in der ersten Runde aus. Bei der U-18- und U-21-Europameisterschaft war er Torschützenkönig.